# Jan Aksak (stolnik kijowski)
Jan Aksak herbu własnego – stolnik kijowski w latach 1651-1655, rotmistrz królewski.
Poseł województwa kijowskiego na sejm zwyczajny 1654 roku i sejm nadzwyczajny 1655 roku.